# Бульвар Зигфрида Аннас Мейеровица
Бульвар Зигфрида Аннас Мейеровица (латыш. Zigfrīda Annas Meierovica bulvāris) — бульвар в Центральном районе города Риги. Проходит от улицы Кришьяня Валдемара до улицы Калькю, на всём протяжении является границей Старой Риги. Длина бульвара — 503 метра.

## История
Первый рижский бульвар, появившийся на месте срытых валов городских укреплений в конце 1850-х годов. Первоначально предполагалось назвать новую улицу бульваром Городского канала, но 14 декабря 1860 года было официально утверждено название Бастионный бульвар (нем. Bastei-Boulevard, латыш. Basteja bulvāris). Движение, после завершения строительства газовой фабрики и первого жилого здания, было открыто в 1861 году.
17 января 1929 года бульвар был назван именем трагически погибшего министра иностранных дел Латвии Зигфрида Анны Мейеровица. 28 января 1941 года, после присоединения Латвии к СССР, переименован в бульвар Падомью (латыш. Padomju bulvāris — «Советский»). Во время немецкой оккупации в годы Второй мировой войны назывался Deutschordens-Ring (аллея Немецкого ордена), после войны было восстановлено название Падомью, а в 1950 объединён с бульваром Аспазияс под общим названием Падомью. 20 апреля 1990 года вновь стал называться "бульвар Бастея", а 21 июля 2008 года — снова бульвар Зигфрида Аннас Мейеровица.
В конце XIX века по бульвару ходила конка, имевшая два маршрута: «А» — от Бастионного бульвара до нынешней улицы Талинас и «Б» — вокруг Старого города. В 1901 году была открыта линия электрического трамвая.
Участок бульвара при пересечении с улицей Смилшу до 1920-х годов носил название Бастионной площади. Здесь стояла декоративная стела с фигурой рыцаря работы скульптора Августа Фольца и архитектора Вильгельма Неймана. В настоящее время эта небольшая площадь названа площадью Барркад 1991 года (латыш. 1991. gada barikāžu laukums).
До 1940 года нумерацию имели девять земельных участков.

## Застройка
- Дом 1 — бывшая газовая фабрика (архитектор Иоганн Даниэль Фельско, 1861). Построена на месте бывшего Яковлевского равелина. Находилась в собственности города, работала до 1907 года. В дальнейшем сохранившиеся здания использовались для городских нужд, здесь находились управленческие и служебные помещения газового, электрического и водяного хозяйств. В наши дни — Департамент окружающей среды Рижской думы и муниципальное предприятие «Ригас уденс».
- 2 — доходный дом Шредера (архитектор Янис Бауманис, 1878). В разные годы в доме находились: Рижская музыкальная школа фон Самсона-Гиммельштерна, объединение «Угунскрустс[латыш.]», студенческое общество «Лидумс», корпорация русских студентов «Fraternitas Arctica», редакция газеты «Студент», инженерное бюро Викариус, типография Цицеро, Аргентинское консульство. Во время Второй мировой войны и немецкой оккупации — «Рижская служба порядка», после войны — «Латвийское морское пароходство», с 1991 года — акционерное общество «Latvijas kuģniecība».
- 4 — доходный дом Киршбаума (архитектор Карл Иоганн Фельско, 1898). В разные годы в доме находились: после смены хозяина дома — конфетная фабрика «Фортуна», еврейская частная гимназия С. Горфинкеля, студенческая корпорация «Fraternitas Academica», частная женская клиника доктора Берникера, детский сад еврейского учительского общества «Hamore». В здании располагался Союз журналистов Латвийской ССР и его преемник — союз журналистов Латвии.
- 6 — доходный дом (архитектор Герман Хилбиг, 1895). В разные годы в доме находились: студенческие корпорации, конторы торговых и промышленных предприятий, издательство «Presse» Л. Гарфелда. Во время немецкой оккупации в здании размещался Департамент продовольственной безопасности.
- 8 — подземная автостоянка в комплексе зданий Яковлевских казарм. На этом месте первоначально находился сквер, частично сохранившийся до наших дней. В его планировке принимал участие ландшафтный архитектор Георг Фридрих Куфальдт. В 1990 году здесь, в память об оказанной помощи жертвам Спитакского землетрясения, была установлена каменная стела работы скульптора Самвела Мурадяна.
- 10 — доходный дом (архитектор Янис Бауманис, 1876). Дом принадлежал Кристапу Морбергу, крупному латышскому домовладельцу и филантропу, оставившему свою собственность в дар Латвийскому университету. В этом доме жили: общественный и политический деятель, депутат Сейма и редактор газеты «Латвияс Вестнесис» Я. Весманис; ректор Латвийского университета, офтальмолог Янис Рубертс; декан Латвийского Университета, инженер-технолог А. Банкин. До 1904 года здесь находился художественный салон «Kunstverein». До конца 30-х годов: дирекция и операционный зал Рижского Юнион-Банка, нотариальная контора Я. Крукланда, магазин зубоврачебных принадлежностей Я. Гринблата, типография и производственные помещения товарищества «Латвияс Дарзс», оптовая торговля М. С. Дейча. После Второй мировой войны здание было отдано под студенческое общежитие Латвийского университета, после 1991 года — служебная гостиница.
- 12 — доходный дом К. Морберга (архитектор Янис Бауманис, 1878). В 1928 году по завещанию владельца перешёл в собственность Латвийского университета. В этом доме жили: профессор Е. Балодис, глава правительства Латвии Адолфс Блёдниекс, пионер авиации и журналист Рудольф Целмс, популярный фотограф К. Раке, пианист М. Хогберг. Здание служило местом пребывания небольших мастерских, бюро и адвокатских контор. Одно время здесь находился завод В. Ф Мюллера по производству орденов и знаков отличия и гравёрная мастерская С. Берга. После Второй мировой войны — деканат медицинского факультета Латвийского университета, позднее Рижского медицинского института. После 1990 года — Латвийский фонд культуры, секретариат Балтийской ассамблеи, академический книжный магазин Латвийского университета.
- 14 — доходный дом фон Пандера (архитектор Генрих Шель, 1865). В этом доме жили актриса Лилия Штенгеле, тенор Герман Ядловкер, депутат Сейма Вилис Холцманис (министр юстиции в 1921—1924 годах), британский консул Дж. Лаудон. Здесь во времена Первой республики находились танцевальная школа Сергея Вахромеева и клуб Общества германских граждан (Reichsdeutscher Verein in Lettland). После 1990 года здесь располагались: посольство Федеративной Республики Германия, посольства Австрии и Словакии. На сегодняшний день в здании функционируют посольство Молдавии, Европейское бюро интеграции, Общество «Швеция-Латвия».
- 16 — доходный дом Берента (архитектор Генрих Шель, 1860). Первый жилой дом, построенный в районе рижских бульваров. Среди прочих жильцов, в доме проживали директор Налогового департамента Ф. Кемпелис и его супруга О. Кемпеле — первая латвийская женщина — присяжный адвокат. В разные годы в доме находились: молельный дом Еврейского общества, музыкальный магазин фирмы «W. C. Kiessling», Центральный шахматный клуб, редакции журналов «Dambrete» и «Šahs», редакция газеты Народного фронта Латвии «Atmoda».
- 18 — доходный дом Редлиха, построенный в 1864 году. До 1933 года в здании работал популярный ресторан «Отто Шварц», далее: кафе «Мона» с большим концертным оркестром и кафе «Луна». В 1990-е годы на этом месте открылся ресторан быстрого питания «McDonald’s»[4].

На иллюстрациях сверху вниз: Зигфрида Мейеровица, 6; корпус бывшей газовой фабрики; вид на бульвар со стороны Бастионной горки; Хачкар; дома Кристапа Морберга.